# Eugène Rimmel

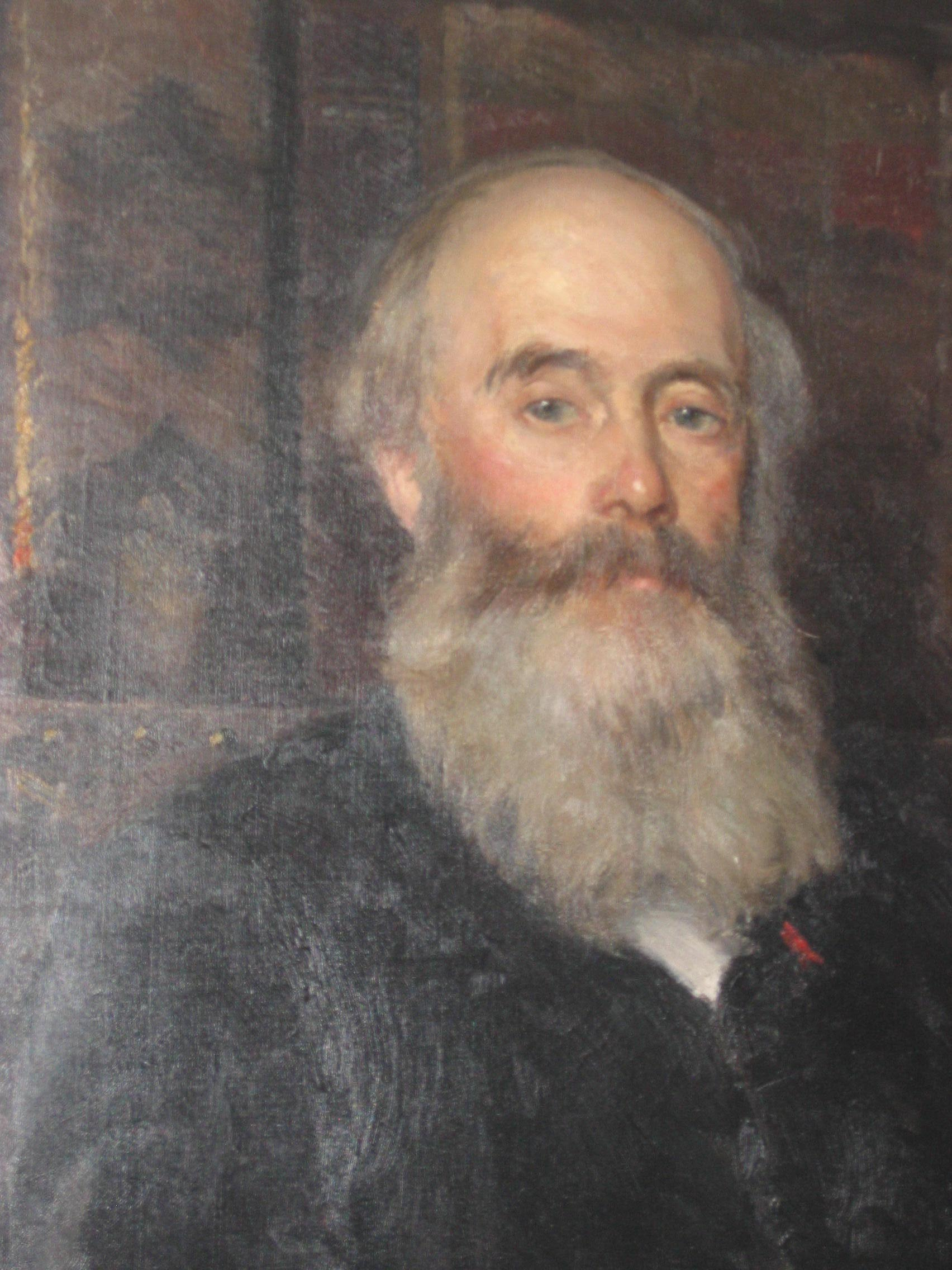
Eugène_Rimmel_portrait.jpg

Eugène Rimmel (n. 15 aprilie 1821, Paris, Franța – d. 25 februarie 1887, Londra, Regatul Unit al Marii Britanii și Irlandei) a fost un om de afaceri și parfumier, fiind inițiatorul în realizarea unor produse cosmetice.
Născut în Franța, Rimmel s-a mutat cu familia sa la Londra când tatăl său a acceptat o invitație de a conduce o parfumerie pe strada Bond. Rimmel a invățat multe de la tatal său. În 1834 și-a deshis propria sa parfumerie, Casa Rimmel, The House of Rimmel. În același an, tatăl și fiul produc primele produse cosmetice. Pâna la vârsta de 24 de ani, Eugène Rimmel a devenit un inovator de parfumuri și cosmetice extrem de talentat.
Considerat de mulți istorici ai frumuseții drept un inițiator în industria frumuseții și a sănătății, Rimmel a contribuit foarte mult la conceptul de igienă și de baie. De asemenea, a fost printre primii care a dezvoltat creme parfumate, apa de gură, etc.
Rimmel a fost, de asemenea, considerat un manager excepțional și a produs cataloage detaliate de comenzi prin poștă și programe de publicitate pentru teatrele engleze. 
În 1865 a publicat Cartea parfumului (The Book of Perfume), care a apărut în 1870 într-o traducere franceză (Le Livre des Parfums) cu o prefață de Alphonse Karr.
Rimmel a avut atât de mult succes, încât i s-au acordat zece mandate regale de la șefi de stat din toată Europa, inclusiv regina Victoria, pentru parfumurile și produsele sale parfumate.
Cu titlul „The Prince of Perfumers”, The New York Times a tipărit necrologia lui Rimmel la 15 martie 1887. S-a declarat că a fost unul dintre fondatorii Spitalului și dispensarului francez din Londra și un avocat permanent al cerintelor sale în sprijinul publicului.
Rimmel s-a căsătorit cu o femeie din Seurre, estul Franței, Elisabeth („Betsy”) Letroublon cu care a avut trei copii, Jules, Henry și Herminie. Fiii au preluat controlul companiei de frumusețe la moartea lui Rimmel în 1887, deși au delegat conducerea companiei. După multe dificultăți, marca cosmetică Rimmel este acum deținută de Coty Inc.